# Dodecane

Strukturformel von 2,3,4,5,6-Pentamethylheptan, einem Isomer von Dodecan

Die Dodecane bilden eine Stoffgruppe aus der Gruppe der Alkane. Namensgeber ist der lineare Vertreter Dodecan. Die Dodecane umfassen theoretisch 355 konstitutionsisomere bzw. 900 konstitutions- und konfigurationsisomere Verbindungen mit der Summenformel C12H26. In öffentlich verfügbaren Datenbanken werden (Stand März 2024) zwischen 68 und 390 tatsächlich bekannte Isomere geführt, darunter auch Stereoisomere.

## Verwendung
In der Natur kommen Dodecan-Isomere beispielsweise bei der Amerikanischen Dickkopfelritze als Stoffwechselprodukte vor, bei denen n-Dodecan und 2,2,4,6,6-Pentamethylheptan biotransformiert werden, um somit die Bioakkumulation zu verhindern. In der technischen Chemie wird eine Mischung aus Dodecan-Isomeren als Suspensionsmittel verwendet, vor allem für die katalytische Kettenpolymerisation von Olefinen (Polyolefine) mithilfe von Titaniumhalogenid-Materialien.

## Konstitutionsisomere
Aufbauend auf einer Stammkette von fünf bis elf Kohlenstoffatomen müssen sieben bis ein Kohlenstoffatom in Seitenketten ergänzt werden. Diese Substituenten können Methyl-, Ethyl-, Propyl-, Isopropyl- oder tert-Butylgruppen sein. Einige Beispiele bekannter Verbindungen sind:
- 2,2,4,6,6-Pentamethylheptan[8][S 1]
- 4-Ethyldecan[9][S 2]
- 3,6-Diethyloctan[10][S 3]

## Externe Links zu erwähnten Verbindungen
1. 1 2  Externe Identifikatoren von bzw. Datenbank-Links zu 2,2,4,6,6-Pentamethylheptan:  CAS-Nr.: 13475-82-6, EG-Nr.: 236-757-0, ECHA-InfoCard: 100.033.401, PubChem: 26058, ChemSpider: 24272, Wikidata: Q27147086.
2. ↑  Externe Identifikatoren von bzw. Datenbank-Links zu 4-Ethyldecan:  CAS-Nr.: 1636-44-8, PubChem: 519256, Wikidata: Q82913057.
3. ↑  Externe Identifikatoren von bzw. Datenbank-Links zu 3,6-Diethyloctan:  CAS-Nr.: 62183-94-2, PubChem: 526424, Wikidata: Q82102258.